# 臺中市立潭子國民中學
臺中市立潭子國民中學是臺灣臺中市潭子區的市立國民中學。

## 簡介
原為臺中縣潭子初級國中，於1965年開始籌備，1966年7月參加豐原地區聯合招生，預計錄取初中新生四班。1967年3月核准立案，省令委派原籌備主任陳孟鈴為首屆校長。1968年8月1日實施九年國民教育改制為「臺中縣立潭子國民中學」。
1973年增設國中補習學校，供失學民眾就學機會。1995年8月設置資源班，1997年8月增設啟智班，2006年設置語文資優班。

## 歷任校長
1. 陳孟鈴（1968年8月1日－1973年1月1日）：因當選臺中縣縣長離職。
2. 張安然（1973年1月1日－1983年11月）：因調任豐東國中校長而離職。
3. 林文朝（1983年11月－1996年3月）：原溪南國中校長，因調任東勢國中校長而離職。
4. 陳田雄（1996年3月－1998年7月）：原大里國中校長，因調任太平國中校長而離職。
5. 江其樹（1996年3月－2000年2月）：原長億國中校長，屆滿退休。
6. 孫福雄（2000年2月－2008年7月）：原龍井國中校長，屆滿退休。
7. 羅能熙（2008年7月－2016年8月）：原大安國中校長，因調任善水國中小校長而離職。
8. 蔡玉玲（2016年8月－2024年7月）：原東峰國中校長，為該校第一位女性校長，博士學位，屆滿退休。
9. 劉芹樺（2024年8月－現任）：原烏日國中主任，博士學位。

## 外部連結
- 潭子國中 （页面存档备份，存于）
- 潭子國中Facebook